# Nesodden község
Nesodden község Norvégia Akershus megyéjében.

## Földrajz
A község székhelye, Nesoddtangen a félsziget legmagasabb pontján található az Oslo-fjord és a Bunne-fjord között. Magába foglal több falut, mint például Fjellstrand, Bjornemyr és Fagerstrand. Ez utóbbi egy norvég valóságshow helyszíne is volt, amelyet 2005 első felében adtak a TV2-n. Nesoddtangennek komp összeköttetése van Barum-mal és Oslóval, az út körülbelül 23 perces.

## Történelem
A név (ónorvégül: Nesoddi) egy régi kerületi név. Az első rész 'nes' jelentése földnyelv; a szó vége 'odde' hegyfokot jelent.
A félsziget legmagasabb pontját Nesoddtangennek nevezik, aminek az utolsó része 'tange' szintén földnyelvet jelent. Tehát minda a három elemnek hasonló a jelentése.
A címer a modern időkből származik, 1986. december 12-én adományozták a városnak. A címeren a kék háttéren egy ezüst háromszög látható, amely utal a város geográfiai elhelyezkedésére az Oslo-fjordnál található félszigeten.

## Személyek
Sok norvég híresség él Nesoddenben.
- Tv bemondó: Bjorn Hansen
- Színészek: Bjorn Sundquist, Jorgen Langhelle, Hildegunn Rise, and Gard B. Eidsvold
- Író: Hanne Orstavik
- Politikusok: Dagfinn Hoybraten, Reiulf Steen, and Gunnar Garbo
- Modell: Helene Rask
- Énekesnők/dalszövegírók: Sondre Lerche, Trine Rein, and Alexander Rybak
- Komikus: Asleik Engmark
- Zeneszerző: Thomas von Sonnenberg;
- Sportoló: Stig Roar Husby
- Énekes/dalszerző/hegedűművész: Alexander Rybak